# 張輦
張輦（？—？），號叔載，锦衣卫官籍，山西平阳府蒲州人。明朝政治人物。

## 生平
万历三十四年（1606年）丙午科山西乡试第四名举人，四十七年（1619年）己未科進士，授儒學教授，升國子監博士，天啓二年（1622年）升工部主事，丁憂歸。七年補营缮司主事，崇祯元年升郎中，三年官延安府知府，五年升陕西按察司副使。六年調簡，補廣西佥事，七年考察。

## 家族
曾祖張允齡。祖父張四維，謚文毅。父張定徵，湖廣常德知府。